# Sergey Mihaylov
Sergey Mihaylov est un boxeur ouzbek né le 5 mars 1976.

## Carrière
Aux Jeux olympiques d'été de 2000, il combat dans la catégories des mi-lourds et remporte la médaille de bronze.